# Parada (Almeida)
Parada é uma povoação portuguesa do Município de Almeida, Distrito da Guarda, que foi sede da extinta Freguesia de Parada, freguesia que tinha 12,6 km² de área e 114 habitantes (2011) e, por isso, uma densidade populacional de 9 hab./km².
A Freguesia de Parada foi extinta em 2013, no âmbito de uma reforma administrativa nacional, tendo sido agregada às freguesias de Amoreira e Cabreira, para formar uma nova freguesia denominada União das Freguesias de Amoreira, Parada e Cabreira com sede em Amoreira.
A Freguesia de Parada era constituída por duas povoações, a sede da freguesia e Pailobo.
Parada dista cerca de 28Km da sede do município e cerca de 4Km da estação da CP da Cerdeira.
Está situada na margem direita da ribeira de Noeime e a uma altitude média de 800 metros, confinando com o Município da Guarda.

## População
★ Nos anos de 1864 a 1890 figura no concelho de Sabugal. Passou para o actual concelho (município na designação atual) por decreto de 12 de julho de 1895
| Totais e grupos etários | Totais e grupos etários | Totais e grupos etários | Totais e grupos etários | Totais e grupos etários | Totais e grupos etários | Totais e grupos etários | Totais e grupos etários | Totais e grupos etários | Totais e grupos etários | Totais e grupos etários | Totais e grupos etários | Totais e grupos etários | Totais e grupos etários | Totais e grupos etários | Totais e grupos etários |
| ----------------------- | ----------------------- | ----------------------- | ----------------------- | ----------------------- | ----------------------- | ----------------------- | ----------------------- | ----------------------- | ----------------------- | ----------------------- | ----------------------- | ----------------------- | ----------------------- | ----------------------- | ----------------------- |
|                         | 1864                    | 1878                    | 1890                    | 1900                    | 1911                    | 1920                    | 1930                    | 1940                    | 1950                    | 1960                    | 1970                    | 1981                    | 1991                    | 2001                    | 2011                    |
|                         | 536                     | 592                     | 720                     | 701                     | 751                     | 652                     | 608                     | 647                     | 611                     | 492                     | 349                     | 241                     | 231                     | 158                     | 114                     |
| i)                      |                         |                         |                         |                         |                         |                         |                         |                         |                         |                         |                         |                         |                         | 11                      | 3                       |
| ii)                     |                         |                         |                         |                         |                         |                         |                         |                         |                         |                         |                         |                         |                         | 27                      | 6                       |
| iii)                    |                         |                         |                         |                         |                         |                         |                         |                         |                         |                         |                         |                         |                         | 64                      | 55                      |
| iv)                     |                         |                         |                         |                         |                         |                         |                         |                         |                         |                         |                         |                         |                         | 56                      | 50                      |

```
i)
 0 aos 14 anos;
 ii)
 15 aos 24 anos; 
iii)
 25 aos 64 anos; 
iv)
 65 e mais anos	
```

## História
O seu orago é S. Domingos, celebrado anualmente na localidade. Domingos, fundador da Ordem dos Pregadores, nasceu em Calaruega em 1170 e morreu em Bolonha, em 1221. Com 26 anos tornou-se um dos cónegos reguladores que formou o capítulo da catedral de Osma. Em 1206, deu-se o ponto de viragem da sua vida, quando o seu bispo, Diego, se tornou o líder oficioso de uma missão papal enviada aos Albigenses heréticos que se tinham estabelecido firmemente no Languedoc. O bispo escolheu Domingos como companheiro; viveram na simplicidade e na pobreza e levaram a cabo grandes discussões com os seus oponentes. Depois da morte do bispo Diego, em finais de 1207, seguiram-se cinco anos de uma sangrenta guerra civil, massacres e selvajarias, durante os quais Domingos e os seus poucos seguidores perseveravam na sua missão de conversão dos Albigenses. Em 1215, Domingos pôde estabelecer o seu quartel-general em Toulouse e a ideia de uma ordem de pregadores começou a tomar forma, sendo a empresa formalmente aprovada em Roma em 1216. Ele mesmo fundou mosteiros em Bolonha e por toda a Itália, e deu sempre uma especial atenção e importância à ajuda das muiheres na sua obra. A ordem que fundou foi um factor formativo na vida religiosa e intelectual na Europa medieval.
Recuam a épocas imemoriais as origens das terras que formam esta freguesia, como o atestam as sepulturas escavadas na rocha, existentes em Pailobo, e os lagares talhados na pedra, provavelmente dos tempos da romanização, como a própria toponímia também parece recuar. Assim, o topónimo “Parada” estará relacionado com o local onde as caravanas dos romanos faziam ”parada”, no sentido de “local de descanso num percurso íngreme ou acidentado”. Existe em formas simples e compostas, como Parada de Cunhos, Parada de Gonta (do antropónimo germânico Gunta), etc.
Não muito longe, em Miuzela, passava a via romana que atravessava a Serra de Mesas e junto ao Côa se dividia em dois ramos laterais: o da ponte de Sequeiros e o do Jardo. Arqueologicamente notável foi o achado de uma tampa de sepultura quando se procedia à preparação de um terreno para a plantação de um pomar. A referida tampa apresenta uma inscrição funerária em latim que traduzida diz: “Aqui jaz Talabo, filho de Cenão”. Apareceram outros materiais de natureza diversa e o bloco granítico que servia de suporte à epígrafe estava assente sobre uns muretes de tijoleira, destruídos na altura.
Em 1758 era Tenente de Cavalaria, na Praça de Almeida, Manuel Vieira, natural de Parada, conforme informa o pároco de nas "Memórias Paroquiais de 1758". O mesmo pároco, além de referir as produções da terra (centeio, trigo, cevada e vinho) e a localização geográfica da aldeia, faz essencialmente referências ao património religioso nela edificado.
Parada foi um curato da apresentação do abade de Santa Maria, da Vila de Castelo Mendo, a cujo termo e concelho pertencia. Aquando da extinção do concelho de Castelo Mendo, em 24 de Outubro de 1855, a freguesia foi então anexada ao concelho de Sabugal, no qual se manteve até 12 de Julho de 1895, passando então ao de Almeida.
Actualmente, a agro-pecuária é praticada na localidade, apesar de estar a ser lentamente substituída por actividades de diferentes sectores, como é o caso da construção civil, da carpintaria e do pequeno comércio.
Hoje fazem parte do conjunto patrimonial de mais valia da povoação: as capelas de Santo António, do Senhor do Calvário e de Santo Amaro. As sepulturas cavadas na rocha, os cruzeiros espalhados pelos vários lugares pertencentes à freguesia, a Fonte da Senhora dos Remédios, o calvário, as casas típicas e os lagares. Mas é o seu Centro Histórico aquele que é de relevante interesse, destacando-se o Largo da Igreja com construções em pedra, a Igreja de S. Domingos - construção barroca com campanário de período anterior -, uma pequena capela e a casa da família Fernandes. Outro atractivo turístico desta terra é a zona do Barroco da Arbitureira. Mas Parada regista um surpreendente número de barrocos (Guincho, Pera Gorda, Estaca, Mesinha e Lapa Escura), rochedos de grandes dimensões, que os habitantes utilizavam para se esconder dos franceses, na época destas invasões.

## Património
- Património Edificado:
  - Casa abastada do Adro da Igreja – Urbana / finais do Séc. XVIII
- Património Religioso:
  - Igreja Matriz – Urbano / Finais do século XVIII / XIX (características Tardo-Barrocas)
  - Campanário – Urbano / século XVIII / XIX (Conjectural)
  - Capela de St.º António - Urbano / século XVIII
  - Capela do Sr. do Calvário - Urbano / século XVIII
  - Capela de St.º Antão em Pailobo - Urbano / século XVIII
  - Calvário – Periurbano / século XVIII / XIX (Conjectural)
- Património Arqueológico e Etnográfico:
  - Sepulturas Antropomórficas cavadas na Rocha em Pailobo no sítio da Fonte Madeiro – Rural / Medieval (Conjectural)
  - Tampa de Sepultura com inscrição funerária – Urbana (descontextualizada) / Período Romano
- Património Natural e Lazer:
  - Paisagem na zona do Barroco da Arbitureira em Pailobo
  - Barroco do Guincho, Barroco Pera gorda, Barroco da estaca, Barroco da mesinha, Barroco da lapa escura.

## Tradições
Festas e Romarias:
Santo António(Agosto)
S. Sebastião(Agosto)
Festa das Roscas(25 e 26 de Dezembro)
Festa de Santo Antão(17 de Janeiro)

## Gastronomia
- Jeropiga
- Borrego assado
- Enchidos
- Doce de Abóbora

## Artesanato
- Colchas em linho